# 中央アジア協力機構
中央アジア協力機構（ちゅうおうアジアきょうりょくきこう、英：Organization of Central Asian Cooperation または Central Asian Cooperation Organization、略称：OCAC または CACO）は、かつて存在した中央アジア諸国を中心とした国際機関である。

## 概要
1991年に、中央アジアのカザフスタン、キルギスタン、タジキスタン、トルクメニスタンとウズベキスタンによって結成された中央アジア連邦（英：Central Asian Commonwealth、略称：CAC）を母体とする。その後、1994年にタジキスタン、トルクメニスタンが脱退して中央アジア経済連合（英：Central Asian Economic Union、略称：CAEU）となり、1998年にはタジキスタンが復帰して中央アジア経済協力（英：Central Asian Economic Cooperation、略称：CAEC）となった。
2002年2月28日にはカザフスタンのアルマトイで創設条約が調印されて中央アジア協力機構に改名し、2004年5月28日にはロシアが加盟した。
2005年10月にはウズベキスタンがユーラシア経済共同体（EAEC）に加盟を申請し、2006年1月25日に加盟が実現したことにより、事実上、OCACはEAECと統合され解体した。

## 加盟国

### 正加盟国
- ベラルーシ
- カザフスタン
- キルギス
- ロシア
- タジキスタン
- ウズベキスタン

### オブザーバー
- アルメニア
- モルドバ
- ウクライナ